# Actizera ahasveros
Actizera ahasveros är en fjärilsart som beskrevs av Hanan Bytinski-salz 1937. Actizera ahasveros ingår i släktet Actizera och familjen juvelvingar. Inga underarter finns listade i Catalogue of Life.